# Eeva Kilpi
Eeva Kilpi, de domo Salo (ur. 18 lutego 1928 w Khiytola) – fińska powieściopisarka, nowelistka i poetka.
Urodziła się 18 lutego 1928 w rodzinie kupieckiej. Ukończyła studia filozoficzne. Z zawodu była nauczycielką.  
W latach 1970–1975 była prezesem fińskiego PEN Clubu. Debiutowała cyklem pogodnych nowel Czarodziejski klucz, będących wspomnieniami z dzieciństwa (1959). Kolejne jej utwory to powieści: Na skraju kwitnącej ziemi (1960), Kobieta w zwierciadle (1962), Życie tu i tam (1964), Tamara (1972) oraz zbiory nowel: Japońskie buty (1966), Stół miłości i śmierci (1967), Lato i kobieta w średnim wieku (1970), Opowieści pięknej nocy (1971). Opublikowała również zbiory wierszy: Pieśń o miłości (1972) i Z pozdrowieniami (1976). Ten drugi jest czymś w rodzaju dorywczo prowadzonego dziennika i obok wierszy zawiera pisane prozą refleksje, dedykacje i listy. W 1978 ukazał się jej Dziennik kobiety. 
Jej twórczość charakteryzuje różnorodność tematyki i pogłębiony psychologiczne rysunek postaci. Nad uczuciami smutku, tęsknoty, osamotnienia i rozczarowania niemal zawsze góruje specyficzne dla autorki poczucie humoru zaprawionego często ironią. 
Wielokrotnie nagradzana, m.in. Nagrodą Runeberga (1990)